# Viso Mozzo
Il Viso Mozzo è una montagna delle Alpi Cozie alta 3019 m s.l.m., situata nell'alta valle Po, ai piedi della parete est del Monviso.

## Caratteristiche

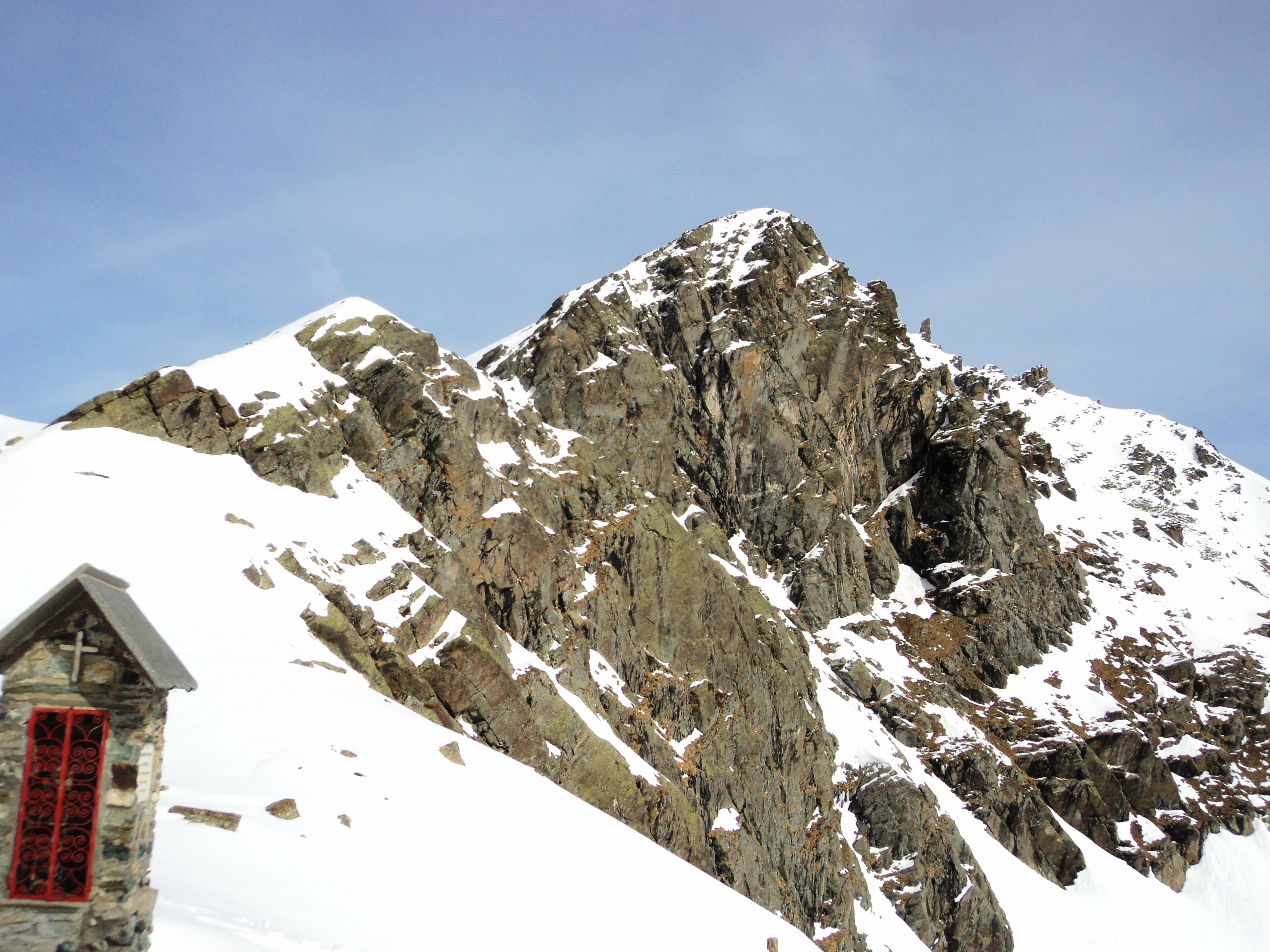
La montagna vista dal rifugio Quintino Sella al Monviso.

Si trova in alta valle Po, in comune di Crissolo, in provincia di Cuneo. È un grosso sperone roccioso che si innalza ad est-nord-est del Monviso, dal quale è separato dal colle dei Viso. Il versante occidentale, prospiciente il Monviso, è costituito da un lungo pendio detritico uniforme, che sale dal colle dei Viso alla vetta, mentre gli altri versanti sono più rotti ed irregolari.
Dal punto di vista geologico, la montagna è formata da anfiboliti e prasiniti del Triassico - Giurassico, appartenenti alla serie delle pietre verdi di Gastaldi. Le rocce sono caratterizzate da piani di scistosità che immergono verso ovest. È proprio grazie a quest'immersione che la montagna ha la sua forma tipica, in quanto il versante occidentale segue esattamente la giacitura dei piani di scistosità.
Nel complesso, la montagna richiama una piramide asimmetrica, con un lato inclinato ed uno subverticale. Il suo aspetto pare quasi quello di una copia in scala ridotta del Monviso, cui sia stato tagliato un pezzo; da questa caratteristica deriva il nome di Viso Mozzo, nel senso di Monviso tagliato.

## Ascensione alla vetta
La via normale, che si sviluppa sul versante sud-ovest, è un itinerario di tipo escursionistico, con difficoltà valutata in E. Partendo dal pian del Re, nell'alta valle Po, si segue il sentiero V13 diretto al rifugio Quintino Sella al Monviso. Giunti al colle dei Viso, si piega a sinistra, e per tracce di sentiero si giunge fino in vetta (1 h circa dal colle dei Viso). Sulla vetta sorge una croce metallica con incorporata una statua della Madonna. Dalla sommità si ha una visuale eccezionale sulla parete est del Monviso.
Il Viso Mozzo offre anche vie alternative dagli altri versanti, sia alla vetta principale che ad alcune vette secondarie, quali il campanile di San Chiaffredo (2850 m circa) ed il campanile dell'Immacolata (2870 m circa), sul versante nord-est. Il Berutto cita al proposito alcuni itinerari di tipo alpinistico, tra cui la via Serena sulla nervatura centrale del versante nord-est, aperta da Gian Luigi Bozzo e Rinaldo Lorenzati il 2 settembre 1984 (difficoltà: D-), e le normali al campanile di San Chiaffredo (TD con tratti di arrampicata artificiale fino ad A2) ed al campanile dell'Immacolata (TD- con un passaggio di V grado).